# Jeff Blim
Jeffrey Robert „Jeff“ Blim (* 12. Mai 1984 in Mount Prospect, Illinois) ist ein US-amerikanischer Schauspieler.

## Leben
Jeff Blim wurde in Mt Prospect geboren und schloss sich 2012 StarKid Productions für deren Musical Holy Musical, B@man! an. Seither hat er in insgesamt sechs ihrer Musicals mitgespielt. Für die Musicals The Trail to Oregon, The Guy Who Didn’t Like Musicals, Black Friday und Nerdy Prudes Must Die schrieb er die Musik und die Liedtexte. Auch Auftritte in Serien wie APB – Die Hightech-Cops und Chicago Med hatte er inne. Blim spielt außerdem das Saxophon und die Trompete.

## Theaterproduktionen
- 2012: Holy Musical, B@man! (Sweet Tooth)
- 2012: A Very Potter Senior Year (Aragog)
- 2013: Twisted – The Untold Story of a Royal Vizier (Aladdin)
- 2013: Airport for Birds (verschiedene)
- 2013: 1Night2Last3Ever (Angel/verschiedene)
- 2014: The Trail to Oregon! (Vater)
- 2018: The Guy Who Didn’t Like Musicals (Mr. Davidson, Sam, General McNamara)
- 2019: Black Friday (General McNamara)

## Filmografie
- 2010: Let It Bleed (Kurzfilm)
- 2011: The Handout Saint (Kurzfilm)
- 2012: OMG (Kurzfilm)
- 2012: World’s Worst Musical (2 Episoden)
- 2014: The Denim Warrior (Kurzfilm)
- 2016: Chicago Med (Episode 1x13)
- 2017: APB – Die Hightech-Cops (APB, Episode 1x07)